# Бібліотека імені Ганни Чубач для дітей
Бібліотека імені Ганни Чубач для дітей Подільського району міста Києва.

## Адреса
04208 м.Київ проспект Правди, 88-б, телефон (044) 434-34-11

## Опис
Площа приміщення бібліотеки — 562 м², книжковий фонд — 50,0 тис. примірників. Щорічно обслуговує 3,7 тис. користувачів, кількість відвідувань за рік — 31,0 тис., книговидач — 86,0 тис. примірників.
Бібліотека обслуговує дошкільнят, учнів 1-9 класів, керівників дитячого читання. Протягом багатьох років у бібліотеці працює музична вітальня «І линуть звуки чарівні», організована спільно з учителями та учнями дитячої музичної школи. Проводяться масові заходи.
Надаються послуги ВСО і МБА.

## Історія
Бібліотека створена у 1968 році. Ім'я російського письменника Корнія Івановича Чуковського їй було присвоєне у 1982 році. При бібліотеці було створено кімнату-музей Корнія Чуковського, де були зібрані матеріали про його життя й творчість.
9 листопада 2023 року Київрада своїм рішенням перейменувала бібліотеку на честь української поетеси Ганни Чубач. Причиною перейменування була кампанія деколонізації, що активізувалася після початку широкомасштабного воєнного вторгнення Росії в Україну.